# Daldinia cuprea
Daldinia cuprea är en svampart som beskrevs av Karl Starbäck 1901. Daldinia cuprea ingår i släktet Daldinia och familjen kolkärnsvampar.   Inga underarter finns listade i Catalogue of Life.